# Championnat de Libye de football
Le championnat de Libye de football (arabe : دوري الدرجة الأولى الليبي) a été créé en 1963.

## Palmarès
| Année     | Champion                |
| 1964      | Al-Ahly Tripoli (1)     |
| 1965      | Al-Ittihad (1)          |
| 1966      | Al-Ittihad (2)          |
| 1967      | Al Tahaddy (1)          |
| 1968      | Pas de championnat      |
| 1969      | Al-Ittihad (3)          |
| 1970      | Al Ahly Benghazi (1)    |
| 1971      | Al-Ahly Tripoli (2)     |
| 1972      | Al Ahly Benghazi (2)    |
| 1973      | Al-Ahly Tripoli (3)     |
| 1974      | Al-Ahly Tripoli (4)     |
| 1975      | Al Ahly Benghazi (3)    |
| 1976      | Al Medina (1)           |
| 1977      | Al Tahaddy (2)          |
| 1978      | Al-Ahly Tripoli (5)     |
| 1979      | Championnat non terminé |
| 1980      | Pas de championnat      |
| 1981      | Pas de championnat      |
| 1982      | Pas de championnat      |
| 1983      | Al Medina (2)           |
| 1984      | Al-Ahly Tripoli (6)     |
| 1985      | Al Dhahra (1)           |
| 1986      | Al-Ittihad (4)          |
| 1987      | Al Nasr (1)             |
| 1988      | Al-Ittihad (5)          |
| 1989      | Al-Ittihad (6)          |
| 1990      | Al-Ittihad (7)          |
| 1991      | Al-Ittihad (8)          |
| 1992      | Al Ahly Benghazi (4)    |
| 1993      | Al-Ahly Tripoli (7)     |
| 1994      | Al-Ahly Tripoli (8)     |
| 1995      | Al-Ahly Tripoli (9)     |
| 1996      | Al Shat (1)             |
| 1997      | Al Tahaddy (3)          |
| 1998      | Al Mahalla (1)          |
| 1999      | Al Mahalla (2)          |
| 2000      | Al-Ahly Tripoli (10)    |
| 2001      | Al Medina (3)           |
| 2002      | Al-Ittihad (9)          |
| 2003      | Al-Ittihad (10)         |
| 2004      | Al Olympic (1)          |
| 2005      | Al-Ittihad (11)         |
| 2006      | Al-Ittihad (12)         |
| 2007      | Al-Ittihad (13)         |
| 2008      | Al-Ittihad (14)         |
| 2009      | Al-Ittihad (15)         |
| 2010      | Al-Ittihad (16)         |
| 2011      | Championnat non terminé |
| 2012      | Pas de championnat      |
| 2013      | Pas de championnat      |
| 2014      | Al-Ahly Tripoli (11)    |
| 2015      | Pas de championnat      |
| 2016      | Al-Ahly Tripoli (12)    |
| 2017-2018 | Al Nasr (2)             |
| 2018-2019 | Championnat non terminé |
| 2020      | Pas de championnat      |
| 2021      | Al-Ittihad (17)         |
| 2021-2022 | Al-Ittihad (18)         |
| 2022-2023 | Al-Ahly Tripoli (13)    |
| 2023-2024 | Al Nasr (3)             |
| 2024-2025 | Al Nasr (4)             |

## Bilan
| Club                  | Titres | Année |
| --------------------- | ------ | --- |
| Al-Ittihad            | 18     | 1965, 1966, 1969, 1986, 1988, 1989, 1990, 1991, 2002, 2003, 2005, 2006, 2007, 2008, 2009, 2010, 2021, 2022 |
| Al-Ahly Tripoli S.C.  | 13     | 1964, 1971, 1973, 1974, 1978, 1984, 1993, 1994, 1995, 2000, 2014, 2016, 2023                               |
| Al Ahly Benghazi S.C. | 4      | 1970, 1972, 1975, 1992                                                                                     |
| Al Tahaddy            | 4      | 1967, 1977, 1997, 2017                                                                                     |
| Al Medina S.C.        | 3      | 1976, 1983, 2001                                                                                           |
| Al Nasr               | 3      | 1987, 2018, 2024                                                                                           |
| Al Mahalla            | 2      | 1998, 1999                                                                                                 |
| Al Dhahra             | 1      | 1985 |
| Al Shat S.C.          | 1      | 1996 |
| Al Olympic            | 1      | 2004 |

### Meilleur buteur par saison
| Saison  | Joueur                          | Club                          | Buts                    |
| ------- | ------------------------------- | ----------------------------- | ----------------------- |
| 1963-64 | Ahmed Ben Soueid                | Al Ahly Benghazi              | 19                      |
| 1964-65 | Ahmed Ben Soueid                | Al Ahly Benghazi              | 18                      |
| 1965-66 | Ahmed Al Ahwal                  | Al Ittihad                    | 14                      |
| 1966-67 | Hassan Snousi                   | Al Ahli Tripoli               | 12                      |
| 1968    | Pas de championnat              | Pas de championnat            | Pas de championnat      |
| 1968-69 | Mohamed Boughalia               | Al Ahli Tripoli               | 16                      |
| 1970-71 | Yousef Sidqi                    | Al Nasr                       | 15                      |
| 1971-72 | Yousef Sidqi                    | Al Nasr                       | 12                      |
| 1972-73 | Nouri Alsirri                   | Al Madina                     | 17                      |
| 1973-74 | Nouri Alsirri                   | Al Madina                     | 13                      |
| 1974-75 | Nouri Alsirri                   | Al Madina                     | 17                      |
| 1975-76 | Mustafa Belhaaj                 | Al Madina                     | 19                      |
| 1976-77 | Abubakr Douzan                  | Al Madina                     | 15                      |
| 1977-78 | Fahim Raqs                      | Al Ahli Tripoli               | 8                       |
| 1979    | Championnat non terminé         | Championnat non terminé       | Championnat non terminé |
| 1980    | Pas de championnat              | Pas de championnat            | Pas de championnat      |
| 1981    | Pas de championnat              | Pas de championnat            | Pas de championnat      |
| 1982    | Pas de championnat              | Pas de championnat            | Pas de championnat      |
| 1982-83 | Nouri Alsirri                   | Al Madina                     | 17                      |
| 1983-84 | Abdulraouf Ferjany              | Al Dhahra                     | 11                      |
| 1984-85 | Ramadan Barnaoui                | Al Ahly Benghazi              | 9                       |
| 1985-86 | Salim Bou Jarrad                | Al Ittihad                    | 11                      |
| 1986-87 | Faraj Bar'asi                   | Al Nasr                       | 12                      |
| 1987-88 | Salim Bou Jarrad                | Al Ittihad                    | 11                      |
| 1988-89 | Faraj Meeloud                   | Al Tahaddy Benghazi           | 6                       |
| 1989-90 | Ali Bashary Nasr Badr           | Al Ahly Benghazi              | 11                      |
| 1990-91 | Idris Mikraaz                   | Darnes                        | 11                      |
| 1991-92 | Abdelhakeem Suwayyah            | Al Tersana Tripoli            | 12                      |
| 1992-93 | Abdelhakeem Suwayyah            | Al Tersana Tripoli            | 14                      |
| 1993-94 | Idrees Mikraaz                  | Al Ahli tripoli               | 19                      |
| 1994-95 | Mohamed Milaad Hassan Othman    | Ittihad Gheryan Al Morooj     | 6                       |
| 1995-96 | Muammar Masoud                  | Al Shat                       | 10                      |
| 1996-97 | Khalifa Maqinny                 | Al Hilal                      | 12                      |
| 1997-98 | Khalifa Maqinny                 | Al Hilal                      | 14                      |
| 1998-99 | Mustafa Ramadan Abdelaaty Qubay | Al Ahly Benghazi Al Intilaaq  | 13                      |
| 2000    | Ahmed Saad                      | Benghazi Al Jadeeda           | 8                       |
| 2000-01 | Ashraf Muammar Ali Melyaan      | Al Tahaddy Benghazi Al Madina | 14                      |
| 2001-02 | Al-Saadi Gaddafi                | Al Ittihad                    | 19                      |
| 2002-03 | Ahmed El Masli Khaled Shallabi  | Al Nasr Al Madina             | 13                      |
| 2003-04 | Ahmed Saad                      | Al Nasr                       | 14                      |
| 2004-05 | Sheikh Sedao                    | Al Uroba                      | 12                      |
| 2005-06 | Samir Al Wahaj                  | Al Wahda                      | 18                      |
| 2006-07 | Walid Shebli                    | Al Madina                     | 13                      |
| 2007-08 | Abdelhameed Zidane              | Al Akhdar                     | 21                      |
| 2008-09 | Samir Al Wahaj                  | Al Tersana Tripoli            | 19                      |
| 2009-10 | Rasheed al Deasy                | Al Shat                       | 15                      |
| 2010-11 | Championnat non terminé         | Championnat non terminé       | Championnat non terminé |
| 2011-12 | Pas de championnat              | Pas de championnat            | Pas de championnat      |
| 2012-13 | Pas de championnat              | Pas de championnat            | Pas de championnat      |
| 2013-14 |                                 |                               |                         |
| 2014-15 | Pas de championnat              | Pas de championnat            | Pas de championnat      |
| 2015-16 | Salem Roma                      | Al Nasr                       | 8                       |
| 2016-17 |                                 |                               |                         |
| 2017-18 | Ahmed Krawa'a                   | Al Ittihad                    | 11                      |
| 2018-19 | Moataz Al-Mehdi                 | Al Nasr                       | 4                       |
| 2019-20 | Pas de championnat              | Pas de championnat            | Pas de championnat      |
| 2020-21 | Pas de championnat              | Pas de championnat            | Pas de championnat      |
| 2021-22 | Ary Papel                       | Al-Akhdar SC                  | 12                      |